# Baja Aragón
La Baja Aragón o Baja España Aragón es una competición anual de rally raid organizada por Octagon Esedos y que se disputa tradicionalmente la segunda quincena de julio de cada año en Aragón, España, siendo el raid más veterano de Europa.

## Historia y trazado
La prueba, que los primeros años es denominada con el nombre de Baja Montesblancos debido a que su salida se realizaba junto a Casino Montesblancos, fue fundada y organizada por primera vez en 1983 por el RACC tras la propuesta de entusiastas españoles y franceses liderados por François Vincent y Carlos Gracia, presidente por aquella época de la Federación Aragonesa-Riojana de Automovilismo. En pleno apogeo de los rallys de aventura como el París Dakar o el Rally de los Faraones, se daba la posibilidad de participar a pilotos y equipos privados en una prueba de similares características que las anteriores pero por vez primera sin salir de Europa, lo que suponía una diferencia presupuestaria importante en comparación con los grandes raids. En ese contexto además, la cercanía de Zaragoza con infraestruturas adecuadas resultaron decisivas para la viabilidad de su celebración.

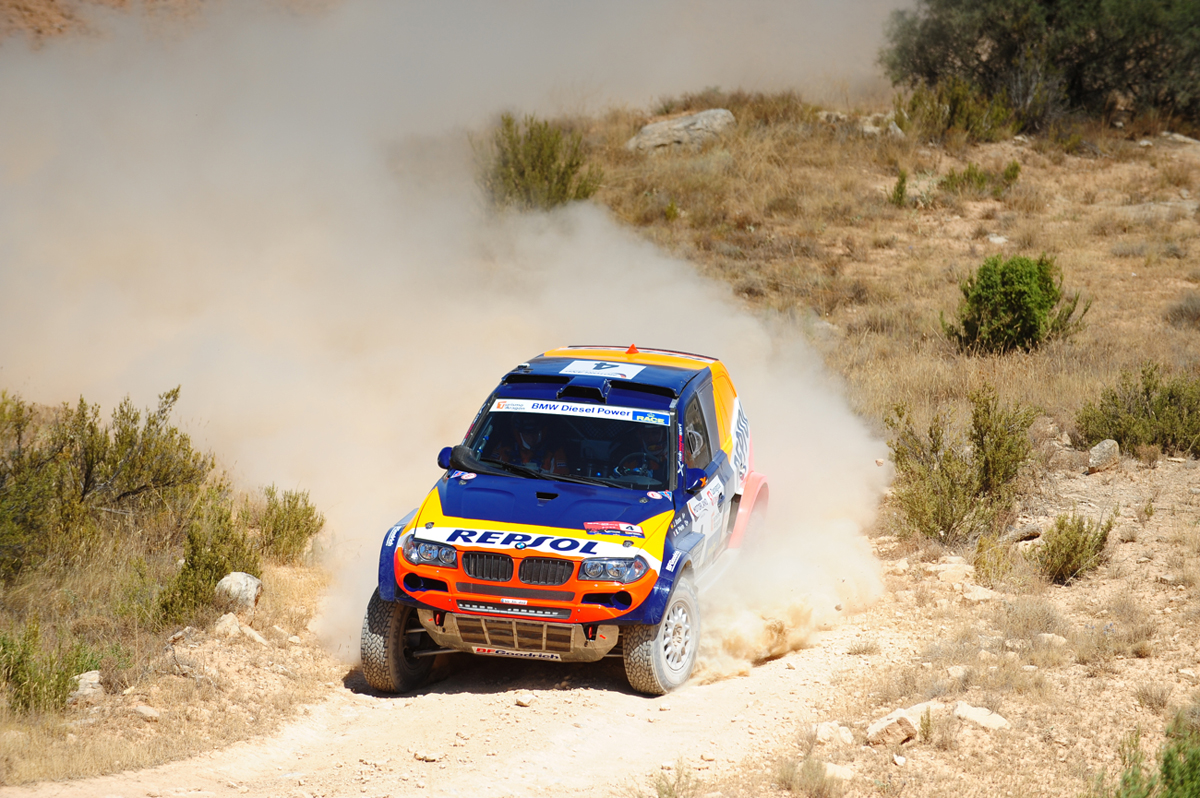
Nani Roma con el BMW X3 CC con el que se impuso como campeón de la edición de 2009 con el francés Michel Perín de copiloto.

El primer año, la prueba consta de una carrera de 1000 kilómetros nonstop en la que toman la salida 72 coches y muchas más motos. El éxito de la prueba es rotundo, presentándose para la salida de la edición de 1984 más de 400 equipos de los que sólo llegaron a la meta 49 automóviles y 99 motos.
En 1988 se modifica el sistema de carrera de 1000 kilómetros nonstop y se organizan dos etapas de 500 kilómetros cada una en un mismo recorrido que realiza dos veces.
La edición de 1992 se suspende por los Juegos Olímpicos de Barcelona. En 1993 se hace cargo de su organización la Real Federación Española de Automovilismo. Durante su gestión, la Baja Aragón pasa a ser prueba puntuable para la Copa del Mundo Rallyes Todo Terreno de la FIA. Desde este momento, la presencia de equipos oficiales como Citroën, Mitsubishi, y otros, se hace habitual.
El reglamento de la FIA obliga en 2003 a dividir la carrera por sectores, lo que liquidaba el carácter nonstop distintivo de esta prueba, pero solo un año después, en 2004, vuelven al sistema de dos etapas a las que le añaden una etapa prólogo que suman 1000 kilómetros a realizar en tres días. En 2005 la organización pasa a manos de Octagon Esedos y del RACE que se hace cargo de la organización deportiva además de contar con el apoyo de ProMotor en el diseño de las rutas y recorridos. Ese mismo año, la categoría de camiones hizo acto de presencia en la Baja Aragón.
En la edición de 2006, con el fin de ser ser puntuable para el mundial de raids, cambia de nuevo de formato pasando a ser de cuatro etapas en cuatro días de carrera con un total 1.300 kilómetros. La primera etapa prólogo se celebra en el Jarama (Madrid); el segundo día transcurre entre Madrid, una especial en Soria y un tramo Soria-Zaragoza, además de dos vueltas a un trazado de 270 kilómetros en la ciudad. La última etapa  es una especial corta de 120 kilómetros. En 2007 comienza de nuevo en Madrid con una prólogo en el circuito del Jarama, pasaba por Soria y terminaba por las tres provincias aragonesas. Ya en 2008, coincidiendo con el 25 aniversario de la Baja, la carrera discurre por las tres provincias aragonesas empezando con las verificaciones y la etapa prólogo en Motorland en Alcañíz.
En 2009 la carrera regresa al centro de Zaragoza con el parque de trabajo en el Pabellón Príncipe Felipe. En esta edición se recorta un día de carrera siendo el viernes la prólogo y el sábado y domingo la carrera con los mismos tramos los dos días. Ya en 2010 el cambio más destacado es la ausencia de camiones.
Para la edición de 2019 se inscriben 221 pilotos que compiten en una ruta de 900 kilómetros de tierra y polvo que transcurren por el desierto de Monegros, habitual escenario de la Baja. Además prueba puntuable para la Copa Mundial de Rally Cross-Country de la FIA y para la Copa Mundial de Bajas de la FIM, la prueba pasa a denominarse Open Baja Aragón al formar parte del programa Road to Dakar y Road to Merzouga que son puerta de acceso para pilotos no profesionales a estos raids.
La edición de 2020 fue suspendida debido a la pandemia de Covid-19.

## Vehículos y clases

### Coches
- Grupo T1: Vehículos de todo terrero modificados.
- Gropo T2: Vehículos de todo terrero de serie.
- Grupo T3: Vehículos de todo terrero ligeros.

### Motos y quads
- Categoría 1: Motocicletas con cilindrada hasta 450 cc 4 tiempos
- Categoría 2: Motocicletas con cilindrada superior a 450c.c 4 tiempos. (solo para el Open Baja Aragón)
- Categoría 3: Quads ( vehículos de 3 ruedas están prohibidos)
- Categoría 6: Motocicletas con motor eléctrico. (Solo para el Open Baja Aragón)

### Camiones
- Grupo T5: Vehículos de producción en serie, de 2 a 4 ejes (chasis-cabina) producidos por un constructor reconocido, con un peso de carga total admisible de mínimo 3500 kg y equipado con carrocería convencional.[7][8]

## Ganadores
| Año     | Edición | Coches                                               | Motos                              | Quads                            | Camiones                                            | Series |
| ------- | ------- | ---------------------------------------------------- | ---------------------------------- | -------------------------------- | --------------------------------------------------- | ------ |
| 1983    | I       | J.J. Ratet S. Charrier (Toyota)                      | Poli Audoard (Yamaha)              |                                  |                                                     |        |
| 1984    | II      | R. Raymondis J. Pastorello (Range Rover)             | S. Bacou C. Stearns (Yamaha)       |                                  |                                                     |        |
| 1985    | III     | P. Lartigue B. Giroux (Lada)                         | Chavanette Morales (KTM)           |                                  |                                                     |        |
| 1986    | IV      | J. Da Silva H. Rigal (Mitsubishi)                    | Locroix Theric (Honda)             |                                  |                                                     |        |
| 1987    | V       | J. Da Silva H. Rigal (Mitsubishi)                    | C. Mas F. Gil (Yamaha)             |                                  |                                                     |        |
| 1988    | VI      | A. Vatanen B. Berglund (Peugeot)                     | J. Arcarons J.L.Steuri (KTM)       |                                  |                                                     |        |
| 1989    | VII     | J. Ickx C. Tarin (Peugeot)                           | J. Lopes A. Lopes (Honda)          |                                  |                                                     |        |
| 1990    | VIII    | A. Vatanen B. Berglund (Citroën)                     | A.Vall Trolli (KTM)                |                                  |                                                     |        |
| 1991    | IX      | K. Erilsson S.Parmander (Mitsubishi)                 | J. Arcarons D. Laporte (Husqvarna) |                                  |                                                     |        |
| 1993    | X       | P. Lartigue M. Perin (Citroën) ZX RR                 | José Luis Steuri (KTM)             |                                  |                                                     |        |
| 1994    | XI      | T. Salonen F. Gallagher (Citroën)                    | Agustí Vall (KTM)                  |                                  |                                                     |        |
| 1995    | XII     | P. Lartigue M. Perin (Citroën)                       | Nani Roma (KTM)                    |                                  |                                                     |        |
| 1996    | XIII    | A. Vatanen G. Picard (Citroën)                       | José Luis Steuri (Honda)           |                                  |                                                     |        |
| 1997    | XIV     | P. Lartigue M. Perin (Citroën)                       | Nani Roma (KTM)                    |                                  |                                                     |        |
| 1998    | XV      | J.L. Schlesser J.D. Comolli (Schlesser DSC)          | Isidre Esteve (KTM)                |                                  |                                                     |        |
| 1999    | XVI     | J.M. Serviá T.D. Zotti (Schlesser DSC)               | Nani Roma (KTM)                    |                                  |                                                     |        |
| 2000    | XVII    | J.L. Schlesser J.D. Comolli (Schlesser DSC)          | Isidre Esteve (KTM)                |                                  |                                                     |        |
| 2001    | XVIII   | J.L. Schlesser J.D. Comolli (Schlesser DSC)          | Isidre Esteve (KTM)                |                                  |                                                     |        |
| 2002    | XIX     | J.L. Schlesser J.D. Comolli (Schlesser DSC)          | Nani Roma (KTM)                    |                                  |                                                     |        |
| 2003    | XX      | L. Alphand A. Debron (BMW X5)                        | Isidre Esteve (KTM)                |                                  |                                                     |        |
| 2004    | XXI     | C.Sousa H. Magne (Mitsubishi)                        | Marc Coma (KTM)                    | Victor Santos (Suzuki)           |                                                     |        |
| 2005    | XXII    | J. Roma H. Magne (Mitsubishi)                        | Isidre Esteve (KTM)                | Pascal Estebe (Gas Gas)          | Francesc Selga Jordi Torra Iveco                    |        |
| 2006    | XXIII   | J. Sykora M. Sykora (Mitsubishi)                     | Isidre Esteve (KTM)                | Francisco Palacín (Honda)        | D. Oliveras A. Campà J. Capsada Mercedes            |        |
| 2007    | XXIV    | S. Peterhansel J.P. Cottret (Mitsubishi)             | Gerard Farrés (KTM)                | Paullino A. Ferreira (Suzuki)    | D. Oliveras J. Capsada O. Matons Mercedes           |        |
| 2008    | XXV     | N. Al-Attiyah T.Thörner (BMW X3) (CC)                | Marc Coma (KTM)                    | José María Peña (Yamaha)         | M. Dono A. Bettiga V. Acerboni Iveco                |        |
| 2009    | XXVI    | J. Roma M. Perin (BMW X3) (CC)                       | Gerard Farrés (KTM)                | Oscar Romero (Polaris)           | M. Macik J. Kallna M. Macik jr. Llaz                |        |
| 2010    | XXVII   | S. Peterhansel J.P. Cottret (BMW X3 CC)              | Marc Guash (Yamaha)                | Óscar Romero (Polaris)           |                                                     |        |
| 2011    | XXVIII  | F. Campos J. Baptista (BMW X3) (CC)                  | Gerard Farrés (KTM)                | Oscar Romero (KTM)               | P. Villa R. Tornabell P. Van Eerd Iveco             | CERT   |
| 2012    | XXIX    | S. Peterhansel J.P. Cottret (MINI ALL4 Racing)       | Joan Barreda (Husqvarna)           | David Serrano (KTM)              | J. Adua F. Marco M. Torres Iveco                    | CERT   |
| 2013    | XXX     | N. Roma M. Perin (MINI ALL4 Racing)                  | Joan Barreda (Honda)               | Mario Gajón García (KTM)         | M. Borrero J.J. Caamaño E. Caamaño MAN              |        |
| 2014    | XXXI    | N. Roma M. Perin (MINI ALL4 Racing)                  | Gerard Farrés (Gas Gas)            | Mario Gajón García (KTM)         | A. Ardavichus A. Nikizhev F. Skrobanek Tatra        |        |
| 2015    | XXXII   | N. Roma A. Haro (MINI ALL4 Racing)                   | Gerard Farrés (KTM)                | Oriol Vidal (Yamaha)             | M. Kolomy K. Kolomy Tatra                           |        |
| 2016    | XXXIII  | N. Al-Attiyah M. Baumel (Toyota Hilux Overdrive)     | Joan Barreda (Honda)               | Arnaldo Martins (Suzuki)         | M. Kolomy K. Kolomy Tatra                           |        |
| 2017    | XXXIV   | N. Al-Attiyah M. Baumel (Toyota Hilux Overdrive)     | Joan Barreda (Honda)               | Arnaldo Martins (Suzuki)         | M. Macik F. Tomasek Mrkva Liaz                      |        |
| 2018    | XXXV    | V. Vasilyev K. Zhilstov (Toyota Hilux Overdrive)     | Michael Metge (Sherco)             | Dani Vilà (Yamaha)               | J. Valtr R. Kaplanek M. Zbranek Tatra               |        |
| 2019    | XXXVI   | O. Terranova R. Graue (MINI John Cooper Works Rally) | Michael Metge (Sherco)             | Dani Vilà (Yamaha Raptor)        | M Macik F. Tomasek D. Svada (Iveco Powerstar)       | WCCB   |
| 2021    | XXXVII  | N. Al-Attiyah M. Baumel (Toyota Hilux Overdrive)     | Joan Barreda Bort (Honda)          | Alexandre Giroud (Yamaha Raptor) | M Macik F. Tomasek D. Svada (Iveco Powerstar)       |        |
| 2022    | XXXVIII | N. Al-Attiyah M. Baumel (Toyota Hilux Overdrive)     | Tosha Schareina (Gas Gas)          | Alexandre Giroud (Yamaha Raptor) | M Macik J Miskolci R. Kaplanek (Iveco Powerstar)    | WBC    |
| 2023    | XXXIX   | N. Al-Attiyah M. Baumel (Toyota Hilux Overdrive)     | Tosha Schareina (Honda)            | J. Varga Yamaha                  | J. Mariezcurrena A. Iribarren F. Salaberria (Iveco) | WBC    |
| 2024    | XL      | G. de Mévius F. Palmeiro (Toyota Hilux Overdrive)    | T. Schareina (Honda)               | J. Connart Yamaha                | M. Macik F. Tomásek D. Svanda (Liaz)                | WBC    |
| 2025    | XLI     | J. Ferreira Filipe Palmeiro (Toyota Hilux Overdrive) | L. Santolino (Sherco)              | J. Connart Yamaha                | M. Macik F. Tomásek D. Svanda (Liaz)                | WBC    |
| Fuente: |         |                                                      |                                    |                                  |                                                     |        |